# 18 Dywizja Piechoty (LWP)
18 Dywizja Piechoty (18 DP) – związek taktyczny piechoty ludowego Wojska Polskiego.

## Formowanie i zmiany organizacyjne
We wrześniu 1945 1 Szkolna Dywizja Piechoty przeformowana została na 18 Dywizję Piechoty. Bazę materiałową dywizji stanowiło wyposażenie 6 zapasowego pułku piechoty. W jej skład weszła również kadra 7 zpp. Dowództwo 18 DP stacjonowało w Skierniewicach. W 1946 rozformowano OW Łódź, dywizję przekazano do OW Warszawa, a Dowództwo 18 DP przeniesiono do Białegostoku. 24 stycznia 1949 Dowództwo 18 DP przedyslokowano z Białegostoku do Ełku. W 1951 przeniesiono dywizję na etaty dywizji piechoty typu B „konna mała”. Pod koniec 1951 dywizję podporządkowano dowódcy 9 Korpusu Piechoty. We wrześniu 1955 wyłączono dywizję z 9 KA i podporządkowano bezpośrednio dowódcy OW Warszawa. We wrześniu 1956, realizując kolejną decyzję o redukcji WP, dywizję rozformowano.

## Struktura organizacyjna
Struktura w 1948
| Nazwa jednostki                        | Miejsce stacjonowania |
| -------------------------------------- | --------------------- |
| Dowództwo 18 Dywizji Piechoty          | Białystok             |
| 57 pułk piechoty                       | Suwałki               |
| 62 pułk piechoty                       | Ełk                   |
| 65 pułk piechoty                       | Białystok             |
| 54 pułk artylerii lekkiej              | Giżycko               |
| 21 dywizjon artylerii przeciwpancernej | Giżycko               |
| 51 batalion saperów                    | Orzysz                |

Struktura dywizji w składzie 9 Korpusu Armijnego (1952)
- Dowództwo 18 Dywizji Piechoty w Ełku
- 57 pułk piechoty w Suwałkach
- 62 pułk piechoty w Ełku
- 65 pułk piechoty w Orzyszu
- 54 pułk artylerii lekkiej w Giżycku
- 21 dywizjon artylerii przeciwpancernej w Giżycku
- 32 dywizjon artylerii przeciwlotniczej w Ełku
- 51 batalion saperów w Ełku
- 45 batalion łączności w Ełku

Kolejne zmiany
2 września 1952 zaszły zmiany w podporządkowaniu poszczególnych oddziałów i pododdziałów:
Dowódcy 18 Dywizji Piechoty podporządkowano:
- 121 pułk artylerii lekkiej z Suwałk ze składu 22 Dywizji Piechoty
- 49 dywizjon artylerii przeciwpancernej z Suwałk ze składu 22 Dywizji Piechoty

Dowódca 18 Dywizji Piechoty przekazał:
- 54 pułk artylerii lekkiej z Giżycka - dowódcy 22 Dywizji Piechoty
- 21 dywizjon artylerii przeciwpancernej z Giżycka - dowódcy 22 Dywizji Piechoty

## Żołnierze dywizji
Dowódcy dywizji 
- gen. bryg. Witalis Martanus (30 IV – VIII 1945)[7]
- gen. bryg. Stanisław Galicki (15 VIII 1945 – 4 II 1946)[7]
- gen. bryg. Gustaw Paszkiewicz (4 II – XI 1946)[7]
- gen. bryg. Aleksander Gembal (18 XI 1946 - VIII 1947)[7]
- płk Ignacy Wieliczko (14 IX 1947 – XI 1948)[7]
- płk Józef Sielecki (XI 1948 – XII 1949)[7]
- płk Dymitr Szarówka (12 XII 1949 – 11 VII 1951)[7]
- płk Andrzej Freń
- płk Bronisław Tchórzewski